# Eat a Peach
| Recensione                        | Giudizio            |
| --------------------------------- | ------------------- |
| AllMusic                          | [ 1 ]               |
| Robert Christgau                  | B                   |
| The New Rolling Stone Album Guide | [ 3 ]               |
| Sputnikmusic                      | 5.0 (Classic)       |
| Piero Scaruffi                    | [ 5 ]               |
| Ondarock                          | (Disco consigliato) |
| Dizionario del Pop-Rock           | [ 7 ]               |
| 24.000 dischi                     | [ 8 ]               |
| Storia della musica               | [ 9 ]               |

Eat a Peach è il quarto album, parte dal vivo e parte in studio, del gruppo musicale statunitense The Allman Brothers Band.
Il disco venne pubblicato il 12 febbraio 1972 negli Stati Uniti dalla Capricorn Records.

## Il disco
Dopo il successo artistico e commerciale riscosso grazie al doppio album dal vivo At Fillmore East (1971), l'Allman Brothers Band iniziò a lavorare al prossimo disco. Molti membri del gruppo, però, erano affetti da tossicodipendenza d'eroina, ed entrarono in riabilitazione per cercare di uscirne. Poco tempo dopo, il leader della band Duane Allman restò ucciso in un incidente motociclistico vicino alla casa-comune del gruppo a Macon (Georgia).
Eat a Peach contiene materiale dal vivo registrato nel corso della famosa esibizione della band al Fillmore East, che non era stato incluso in At Fillmore East, ma principalmente è un disco di canzoni incise in studio. Dickey Betts, il secondo chitarrista solista del gruppo, divenne gradualmente il leader della band. Nel disco è inclusa l'estesa improvvisazione Mountain Jam (33 minuti di durata) e il tributo di Gregg Allman al fratello deceduto, il brano Melissa che a lui piaceva molto, oltre a Blue Sky, che divenne una hit radiofonica.
Pubblicato come album doppio nel febbraio 1972, Eat a Peach si rivelò un immediato successo e raggiunse la quarta posizione nella classifica statunitense Billboard 200.

### Copertina e titolo
La grafica dell'album venne ideata da W. David Powell e J. F. Holmes negli studi Wonder Graphics, e mostra una pesca enorme caricata sul rimorchio di un camion, con un'illustrazione interna raffigurante un murale pieno di funghi e fate. Sul retro di copertina, lo stesso camion ha stavolta caricato un gigantesco cocomero. Il titolo dell'album viene da una frase di Duane Allman: «Non si può aiutare la rivoluzione, perché esiste solo l'evoluzione;... Ogni volta che sono in Georgia, mangio una pesca (eat a peach) per la pace».

### Registrazione e distribuzione
Svariate settimane prima che i membri del gruppo entrassero in riabilitazione per i citati problemi di droga, la band entrò in studio ai Criteria Studios di Miami insieme al produttore Tom Dowd per iniziare le registrazioni del nuovo album. Il gruppo incise per prima la traccia base del brano Blue Sky. Molti dei nuovi brani erano stati già provati in concerto davanti al pubblico. Successivamente si lavorò sullo strumentale The Road to Calico (che sarebbe evoluto in Stand Back, con l'aggiunta del testo) e su Little Martha, l'unica canzone accreditata esclusivamente al solo Duane Allman. Dopo la morte di Duane, la band tenne una riunione per decidere il futuro dell'Allman Brothers Band; fu subito chiaro che tutti volevano continuare, e dopo un breve periodo, la band tornò "on the road".
Il gruppo tornò a Miami in dicembre per ultimare le sessioni del nuovo disco. Twiggs Lyndon, amico della band, si unì a loro; era stato appena rilasciato da un ospedale psichiatrico dove risiedeva fin dal suo arresto nel 1970 per l'omicidio di un organizzatore di concerti. Lyndon divenne il "production manager" del gruppo. La band incise altre quattro nuove canzoni con Dowd, incluse Melissa, Les Brers in A Minor, e Ain't Wastin' Time No More. La tragica morte di Duane Allman fornì le motivazioni al gruppo per incidere un disco che fosse buono tanto quanto lo sarebbe stato con Duane in formazione.
Il restante materiale presente in Eat a Peach proviene da registrazioni dal vivo effettuate nel locale Fillmore East di New York a marzo e giugno 1971.

### Composizione
La maggior parte del materiale di Eat a Peach venne registrato dopo la morte di Duane Allman ed è direttamente connesso alla tragedia. Ain't Wastin' Time No More fu scritta da Gregg Allman per il fratello, Duane, immediatamente dopo l'incidente mortale. La canzone venne composta su un pianoforte Steinway vecchio di 110 anni nello Studio D dei Criteria. Ain't Wastin' era stata scritta quando Duane era ancora vivo, ma aveva un testo del tutto diverso. Les Brers in A Minor è un pezzo strumentale scritto da Dickey Betts, e il titolo è una traduzione in francese sgrammaticato del termine inglese "less brothers".
Gregg Allman incise Melissa principalmente come una sorta di omaggio a suo fratello, che adorava la canzone; il brano risaliva al 1967 ed era uno dei suoi primi tentativi di comporre una canzone. Allman non l'aveva mai mostrata agli altri membri della band, perché pensava fosse troppo "leggera" per gli Allman Brothers, e l'aveva messa da parte per l'inclusione in un possibile futuro album solista. One Way Out venne incisa il 27 giugno 1971 durante l'ultimo concerto al Fillmore East, che subito dopo chiuse i battenti definitivamente, e Trouble No More con Mountain Jam provenivano invece dai concerti di marzo del gruppo al Fillmore.

### Pubblicazione
Prima della pubblicazione di Eat a Peach, nell'ambiente del music business girava la voce che il gruppo si sarebbe sciolto a causa della morte di Duane Allman. La campagna promozionale per l'album venne coordinata da Dick Wooley, ex capo della divisione pubblicitaria della Atlantic Records. Egli organizzò ed ottenne di far trasmettere in diretta radiofonica il concerto di capodanno del gruppo al Warehouse di New Orleans da svariate stazioni radio del sud. Questa trovata pubblicitaria aiutò il buon riscontro ottenuto da Eat a Peach, che venne pubblicato dalla Capricorn nel febbraio 1972.
Melissa fu il singolo estratto dall'album a riscuotere maggior successo, raggiungendo la posizione numero 65 della classifica Billboard Hot 100. Ain't Wastin' Time No More e One Way Out furono anch'esse pubblicate su singolo, raggiungendo le posizioni 77 e 86, rispettivamente.

## Tracce
Lato A
1. Ain't Wastin' Time No More – 3:40 (Gregory L. Allman) – Registrato al Criteria Studios di Miami
2. Les Brers in A Minor – 9:05 (Dicky Betts) – Registrato al "Criteria Studios" di Miami
3. Melissa – 3:05 (Gregory L. Allman, Stephen Alaimo) – Registrato al "Criteria Studios" di Miami

Lato B
1. Mountain Jam (Theme from First There Is a Mountain) – 19:37 (Donovan Leitch, Gregg Allman, Duane Allman, Dickey Betts, J.J. Johanson, Berry Oakley, Butch Trucks) – Registrato dal vivo al Fillmore East di New York

Lato C
1. One Way Out – 4:58 (Sonny Boy Williamson) – Registrato dal vivo al Fillmore East di New York
2. Trouble No More – 3:28 (McKinley Morganfield) – Registrato dal vivo al Fillmore East di New York
3. Stand Back – 3:25 (Gregory L. Allman) – Registrato al Criteria Studios di Miami, Florida
4. Blue Sky – 5:10 (Dicky Betts) – Registrato al Criteria Studios di Miami, Florida
5. Little Martha – 2:08 (Duane Allman) – Registrato al Criteria Studios di Miami, Florida

Lato D
1. Mountain Jam Cont'd (continuazione) (Theme from First There Is a Mountain) – 15:06 (Donovan Leitch, Gregg Allman, Duane Allman, Dickey Betts, J.J. Johanson, Berry Oakley, Butch Trucks) – Registrato dal vivo al Fillmore East di New York

Doppio CD del 2006 in edizione Deluxe rimasterizzata, pubblicato dalla Mercury Records (B0006795-02)
CD 1

(Eat a Peach, Capricorn 2CP-0102, album originale, pubblicato nel febbraio 1972)
1. Ain't Wastin' Time No More – 3:40 (Gregg Allman)
2. Les Brers in A Minor – 9:03 (Dickey Betts)
3. Melissa – 3:54 (Gregg Allman, Steve Alaimo)
4. Mountain Jam – 33:38 (Donovan Leitch, Gregg Allman, Duane Allman, Dickey Betts, J.J. Johanson, Berry Oakley, Butch Trucks)
5. One Way Out – 4:58 (Sonny Boy Williamson)
6. Trouble No More – 3:43 (McKinley Morganfield)
7. Stand Back – 3:24 (Gregg Allman)
8. Blue Sky – 5:09 (Dickey Betts)
9. Little Martha – 2:07 (Duane Allman)

CD 2

(The Final Fillmore East Concert, June 27, 1971)
1. Statesboro Blues – 4:29 (Will McTell)
2. Don't Keep Me Wonderin' – 3:46 (Gregg Allman)
3. Done Somebody Wrong – 3:38 (Clarence Lewis, David C. Thomas, Elmore James, Morgan Robinson)
4. One Way Out – 5:08 (Sonny Boy Williamson)
5. In Memory of Elizabeth Reed – 12:51 (Dickey Betts)
6. Midnight Rider – 3:11 (Gregg Allman)
7. Hot 'Lanta – 5:51 (Gregg Allman, Duane Allman, Dickey Betts, Berry Oakley, Butch Trucks, Jai Johanny Johanson)
8. Whipping Post – 20:07 (Gregg Allman)
9. You Don't Love Me – 17:24 (Willie Cobbs)

## Musicisti
Ain't Wastin' Time No More
- Gregg Allman - voce, pianoforte, organo
- Dickey Betts - chitarra slide, chitarra solista
- Berry Oakley - basso
- Butch Trucks - batteria, percussioni
- Jai Johanny Johanson - batteria, congas

Les Brers in A Minor
- Dickey Betts - chitarra solista, monkey skulls
- Gregg Allman - organo
- Berry Oakley - basso
- Butch Trucks - batteria, tympani, gong, vibrafono
- Jai Johanny Johanson - batteria, congas

Melissa
- Gregg Allman - voce, chitarra acustica, pianoforte, organo
- Dickey Betts - chitarra solista
- Berry Oakley - basso
- Butch Trucks - batteria
- Jai Johanny Johanson - batteria

Mountain Jam
- Duane Allman - chitarra slide, chitarra solista
- Gregg Allman - organo
- Dickey Betts - chitarra solista
- Berry Oakley - basso
- Butch Trucks - batteria, tympani
- Jai Johanny Johanson - batteria

One Way Out
- Gregg Allman - voce, pianoforte elettrico
- Duane Allman - chitarra slide
- Dickey Betts - chitarra solista
- Berry Oakley - basso
- Butch Trucks - batteria
- Jai Johanny Johanson - batteria

Trouble No More
- Gregg Allman - voce, organo
- Duane Allman - chitarra slide
- Dickey Betts - chitarra solista
- Berry Oakley - basso
- Butch Trucks - batteria
- Jai Johanny Johanson - batteria

Stand Back
- Gregg Allman - voce, organo, pianoforte elettrico
- Duane Allman - chitarra slide
- Dickey Betts - chitarra solista
- Berry Oakley - basso
- Jai Johanny Johanson - batteria, congas

Blue Sky
- Dickey Betts - voce solista, chitarra solista
- Duane Allman - chitarra solista, chitarra acustica
- Gregg Allman - voce, organo, pianoforte elettrico
- Berry Oakley - basso
- Butch Trucks - batteria, tambourine
- Jai Johanny Johanson - batteria

Little Martha
- Duane Allman - chitarra acustica
- Dickey Betts - chitarra acustica

Mountain Jam Cont'd (continuazione)
- Duane Allman - chitarra slide, chitarra solista
- Gregg Allman - organo
- Dickey Betts - chitarra solista
- Berry Oakley - basso
- Butch Trucks - batteria, tympani
- Jai Johanny Johanson - batteria[20]